# Lomanotus
Lomanotus Vérany, 1844 è un genere di molluschi nudibranchi, unico genere della famiglia Lomanotidae Bergh, 1890.

## Tassonomia
Comprende le seguenti specie:
- Lomanotus barlettai Garcia-Gomez, Lopez-Gonzalez & Garcia, 1990
- Lomanotus draconis Ortea & Cabrera, 1999
- Lomanotus genei Vérany, 1846
- Lomanotus marmoratus (Alder & Hancock, 1845)
- Lomanotus phiops Er. Marcus, 1957
- Lomanotus vermiformis Eliot, 1908